# Mistrzostwa Panamerykańskie w Boksie 2013
Wyniki zawodów bokserskich, które rozgrywane były w dniach: 29. sierpnia - 2. września 2013. roku w Santiago. Zawodnicy rywalizowali w 10. kategoriach wagowych. Była to 10. edycja bokserskich mistrzostw panamerykańskich.

## Medaliści
| Kategoria wagowa              | Złoto            | Srebro               | Brąz                                 |
| Waga papierowa (-49 kg)       | Patrick Lourenco | Leonel de los Santos | Anthony Chacón Yubergen Martinez     |
| Waga musza (-52 kg)           | Orlando Huitzil  | Gerardo Valdez       | Julião Neto Eduard Bermúdez          |
| Waga kogucia (-56 kg)         | Robeisy Ramírez  | Sergio Chirino       | Yonni Blanco Robenílson de Jesus     |
| Waga lekka (-60 kg)           | Robson Conceição | Luis Arcón           | Danielito Zorrilla Michael Alexander |
| Waga lekkopółśrednia (-64 kg) | Éverton Lopes    | Jose Alday           | Carlos Adames Alberto Palmeta        |
| Waga półśrednia (-69 kg)      | Roberto Queiroz  | Gabriel Maestre      | Arisnoidys Despaigne Custio Clayton  |
| Waga średnia (-75 kg)         | Jorge Vivas      | Lucas Martins        | LeShawn Rodriguez Juan Rodríguez     |
| Waga półciężka (-81 kg)       | Ramon Luis       | Endri Saavedra       | Miguel Larrosa Michel Borges         |
| Waga ciężka (-91 kg)          | Deivis Julio     | Yamil Peralta        | Leinier Perot Samir el-Mais          |
| Waga super ciężka (+91 kg)    | Yohandi Toirac   | Cam Awesome          | Facundo Ghiglione Ronaldo Bermudez   |